# Patrick Steyaert
Patrick Steyaert is een Belgisch voormalig boogschutter.

## Levensloop
Steyaert behoorde tot het Belgisch team (voorts bestaande uit Patrick De Koning en Marnix Vervinck) dat brons behaalde op de wereldkampioenschappen van 1983 in Los Angeles.